# Levende Vand
Levende Vand er et dansk, kristent, økumenisk tidsskrift, der udkommer fire gange om året. Tidsskriftet blev startet i 1980'erne som et katolsk tidsskrift for åndelig vejledning og sjælesorg, men blev i 2004 økumeninsk. Tidsskriftets redaktør er katolske Grethe Livbjerg, der i mange år har arbejdet med retræter og åndelig vejledning. Tidsskriftet har en økumeninsk referencegruppe bestående af præster fra de fleste danske kirkesamfund, lige fra frikirken til den ortodokse kirke.
Tidsskriftets mål er at forene kirkerne gennem at søge tilbage mod de kilder, som alle kristne har til fælles, dvs. kirkefædre, den monastiske tradition, de  økumeniske konciler osv. Tidsskriftet ønsker at dykke dybere ned i den teologi og åndelig vejledning som prægede kirkens første tid, mens den stadig var én.